# Los Gallardos
Los Gallardos és una localitat de la província d'Almeria, Andalusia. L'any 2006 tenia 2.182 habitants. La seva extensió superficial és de 35 km² i té una densitat de 89,0 hab/km². Les seves coordenades geogràfiques són 37° 10′ N, 1° 56′ O. Està situada a una altitud de 132 metres i a 80 quilòmetres de la capital de la província, Almeria.

## Demografia
| 1996  | 1998  | 1999  | 2000  | 2001  | 2002  | 2003  | 2004  | 2005  | 2006  |
| ----- | ----- | ----- | ----- | ----- | ----- | ----- | ----- | ----- | ----- |
| 1.761 | 1.738 | 1.700 | 1.798 | 1.897 | 2.067 | 2.252 | 2.583 | 2.887 | 3.126 |